# Magam
Magam è una città dell'India di 4.306 abitanti, situata nel distretto di Budgam, nel territorio del Jammu e Kashmir. In base al numero di abitanti la città rientra nella classe VI (meno di 5.000 persone).

## Geografia fisica
La città è situata a 34° 05' 29 N e 74° 35' 28 E.

## Società

### Evoluzione demografica
Al censimento del 2001 la popolazione di Magam assommava a 4.306 persone, delle quali 2.147 maschi e 2.159 femmine. I bambini di età inferiore o uguale ai sei anni assommavano a 807, dei quali 389 maschi e 418 femmine. Infine, coloro che erano in grado di saper almeno leggere e scrivere erano 1.788, dei quali 1.166 maschi e 622 femmine.